# یواس‌اس لیپان (ای‌تی-۸۵)
یواس‌اس لیپان (ای‌تی-۸۵) (به انگلیسی: USS Lipan (AT-85)) یک کشتی بود که طول آن ۲۰۵ فوت (۶۲ متر) بود. این کشتی در سال ۱۹۴۲ ساخته شد.